# Charles de Morny
Charles Auguste Louis Joseph de Morny, född den  17 september 1811 i Saint-Maurice, Schweiz, död den 10 mars 1865 i Paris, var en fransk statsman, naturlig son till drottning Hortense och greve de Flahault, en av Napoleon I:s adjutanter. Han var också kusin till Sveriges drottning Josefina.
Som barn adopterad av en fattig fransk emigrant, greve de Morny, uppfostrades gossen hos sin farmor, grevinnan de Souza, en spirituell romanförfattarinna och älskvärd salongsdam, som bildade sin sonson till en fulländad kavaljer. Vid 21 års ålder ingick han som underlöjtnant vid ett kavalleriregemente och kämpade 1836–1838 i Algeriet, där han vid belägringen av Constantine (1837) räddade general Trézels liv. 
Efter återkomsten till Frankrike anlade han en vitbetssockerfabrik och visade sig vara en företagsam affärsman, varför han 1842 av departementet Puy-de-Dôme invaldes i deputeradekammaren. Där slöt han sig till det konservativa, huset Orléans tillgivna partiet och lyckades efter februarirevolutionen 1848 med dess hjälp 1849 bli vald till ledamot av lagstiftande församlingen. 
Men sedermera närmade han sig småningom sin halvbror, prins Louis Napoléon, och blev en av dennes mest energiske medhjälpare vid statskuppen den 2 december 1851. Han utnämndes då till inrikesminister och kontrasignerade som sådan alla de dekret som förvandlade republiken till ett kejsardöme. Han vägrade dock underteckna de dekret, genom vilka familjen Orléans egendomar i Frankrike konfiskerades. 
Morny måste därför lämna sin portfölj redan den 22 januari 1852, men fortfor att åtnjuta Napoleon III:s gunst, valdes 1852 till ledamot av lagstiftande kåren och utnämndes 1854 av kejsaren till dess president. Efter Parisfreden 1856 sändes han samma år till Ryssland som utomordentligt sändebud vid kejsar Alexander II:s kröning. Han representerade därvid Frankrike med en nästan exempellös prakt. 
Efter att i Sankt Petersburg ha gift sig med furstinnan Sonja Trubetskoj återvände de Morny 1857 till Paris, där han åter utnämndes till president för lagstiftande kåren. Likväl upptogs hans tid under kejsardömet liksom förut vida mer av penningaffärer och nöjen än av politik. Järnvägskoncessioner, stiftandet av bolag, börsspekulationer med mera lämnade honom medel att i rikaste mått tillfredsställa sin njutningslystnad och praktkärlek. 
Det mest beryktade av dessa affärsföretag var hans överenskommelse med bankiren Jecker angående dennes stora fordran av den mexikanska regeringen. Enligt denna överenskommelse skulle de Morny erhålla 30 procent av det belopp, som den mexikanska regeringen skulle kunna tvingas att utbetala, varemot han förband sig att använda hela sitt inflytande hos Napoleon III till förmån för det jeckerska penningkravet. de Morny, som 1862 upphöjdes till hertig, lyckades också övertala Napoleon III att börja det krig mot Mexiko, som blev inledningen till kejsardömets fall.